# Нарушение CP-инвариантности
В физике элементарных частиц нарушение CP-инвариантности — это нарушение комбинированной чётности (CP-симметрии), то есть неинвариантность законов физики относительно операции зеркального отражения с одновременной заменой всех частиц на античастицы. Оно играет важную роль в теориях космологии, которые пытаются объяснить преобладание материи над антиматерией в нашей Вселенной. Открытие нарушения CP-симметрии в 1964 г. в процессах распада нейтральных каонов было отмечено Нобелевской премией по физике 1980 года (Джеймс Кронин и Вал Фитч). В 1967 г. А. Д. Сахаров показал, что CP-нарушение являлось одним из необходимых условий для практически полного уничтожения антивещества на раннем этапе развития Вселенной. В 1973 г., пытаясь найти объяснение CP-нарушению в распадах нейтральных каонов и отталкиваясь от идеи Николы Кабиббо о смешивании двух поколений кварков, Макото Кобаяси и Тосихидэ Маскава предсказали существование третьего. Действительно, b-кварк был открыт в 1977 г., t-кварк — в 1995. Предсказанные теорией Кобаяси и Маскавы различия свойств B и анти-B мезонов, включая прямое CP-нарушение, были экспериментально подтверждены BaBar и Belle в 2002—2007 годах, за что учёные были удостоены Нобелевской премии по физике 2008 г.

## Что такое CP?
CP — это произведение двух симметрий: C — зарядовое сопряжение, которое превращает частицу в её античастицу, и P — чётность, которая создает зеркальное изображение физической системы. Сильное взаимодействие и электромагнитное взаимодействие являются инвариантными по отношению к комбинированной операции CP преобразования, но эта симметрия немного нарушается в процессе некоторых типов слабого распада. Исторически CP-симметрия была предложена для восстановления порядка после открытия нарушения пространственной чётности в 1950-е.
Идея симметрии чётности в том, что уравнения физики инвариантны относительно зеркальной инверсии. Это ведет к предсказанию того, что зеркальное изображение реакции (например, химической реакции или радиоактивного распада) происходит так же, как и сама реакция. Симметрия чётности соблюдается для всех реакций, связанных только с электромагнетизмом и сильными взаимодействиями. До 1956 г. закон сохранения чётности считался одним из фундаментальных геометрических законов сохранения (как и закон сохранения энергии и закон сохранения импульса). Однако в 1956 г. тщательный критический анализ накопленных экспериментальных данных физиками Чжэндао Ли и Чжэньнин Янг выявил, что сохранение чётности не проверялось в процессах слабого взаимодействия. Они предложили несколько возможных экспериментов. Первый эксперимент был основан на бета-распаде ядер кобальта-60 и был проведён в 1956 г. группой под руководством Ву Цзяньсюн. В результате было показано, что в процессах слабого взаимодействия P-симметрия сильно нарушается, или, как можно показать, некоторые реакции происходят не так же часто, как их зеркальные двойники.
В общем и целом, квантовая теория поля принципиально требует симметрии относительно CPT-преобразований, когда зеркальное отражение и зарядовое сопряжение дополняются обращением времени. Поэтому при нарушении P-симметрии полная симметрия CPT квантово-механической системы может быть сохранена, если будет найдена другая симметрия S так, что общая симметрия SP останется ненарушенной. Это хитрое место в структуре Гильбертова пространства было осознано вскоре после открытия нарушения чётности, и зарядовое сопряжение было предложено в качестве искомой симметрии для восстановления порядка.
Попросту говоря, зарядовое сопряжение — это простая симметрия между частицами и античастицами, так что CP-симметрия была предложена в 1957 г. Львом Ландау как истинная симметрия между материей и антиматерией. Другими словами, процесс, в котором все частицы меняются со своими античастицами, считается эквивалентным зеркальному отображению данного процесса.

## Нарушение CP-симметрии
В 1964 г. Джеймс Кронин и Вал Фитч показали (впервые об этом было объявлено на 12-й ICHEP конференции в Дубне), что CP-симметрия тоже может быть нарушена, за это открытие они получили Нобелевскую премию по физике 1980 г. Их открытие показало, что слабые взаимодействия нарушают не только инвариантность по зарядовому сопряжению C между частицами и античастицами и по симметрии чётности P, но также и по их комбинации. Открытие потрясло физику элементарных частиц и подняло вопросы, до сих пор являющиеся центральными в физике элементарных частиц и космологии. Отсутствие точной CP-симметрии, но в то же время факт, что симметрия почти соблюдается, создали великую загадку.
В 1964 г. Кристенсоном, Кронином, Фитчем и Тёрлеем было открыто нарушение CP-симметрии в экспериментах по распаду каонов; в физических явлениях сохраняется только более слабый (но и более принципиальный) вариант симметрии — CPT-инвариантность. Кроме C и P, существует третья операция — обращение времени (T), которая соответствует обратимости движения. Инвариантность относительно обращения времени означает, что если движение разрешено законами физики, то обратное движение тоже разрешено. Комбинация CPT составляет точную симметрию всех типов фундаментальных взаимодействий. Из-за CPT-симметрии нарушение CP-симметрии эквивалентно нарушению T-симметрии. Нарушение CP-симметрии предполагает несохранение T, исходя из предположения, что CPT-теорема верна. В этой теореме, которая считается одним из основных принципов квантовой теории поля, зарядовое сопряжение, чётность и обращение времени применяются вместе.
Тип нарушения CP-симметрии, открытый в 1964 г., был связан с тем фактом, что нейтральные каоны могут превращаться в свои античастицы (в которых кварки заменяются антикварками) и наоборот, но подобное превращение не происходит с одинаковой вероятностью в обоих направлениях; это было названо косвенным нарушением CP-симметрии.
Несмотря на масштабные поиски, других признаков нарушения CP-симметрии не было известно до 1990-х, когда результаты эксперимента NA31 в ЦЕРНе доказали нарушение CP-симметрии в процессах распада всё тех же нейтральных каонов, так называемое прямое нарушение CP-симметрии. Открытие было спорным, и окончательное доказательство пришло лишь в 1999 г. после экспериментов KTeV в Фермилабе и экспериментов NA48 в ЦЕРНе.
В 2001 г. в новом поколении экспериментов, включая эксперимент BaBar в Стенфордском центре линейных ускорителей (SLAC) и эксперимент Belle при Организации по исследованиям на ускорителях высоких энергий — Япония (KEK), наблюдалось нарушение CP-симметрии при использовании B-мезонов . До этих экспериментов была вероятность того, что нарушение CP-симметрии ограничивается физикой каонов. Эти эксперименты развеяли все сомнения в том, что взаимодействия Стандартной модели нарушают CP. В 2007 г. подобные эксперименты показали существование прямого нарушения CP-симметрии и для B-мезонов (см. ссылки).
Нарушение CP-симметрии включается в Стандартную модель посредством включения комплексной фазы в CKM-матрицу, описывающую смешивание кварков. В такой схеме необходимым условием для появления комплексной фазы и нарушения CP-симметрии является существование по меньшей мере трёх поколений кварков.
Нет никаких экспериментальных подтверждений нарушения CP-симметрии в квантовой хромодинамике; см. ниже.

## Сильная CP-проблема
В физике элементарных частиц сильная CP-проблема — это вопрос, почему в квантовой хромодинамике (КХД) не нарушается CP-симметрия.
КХД не нарушает CP-симметрию так просто, как теория электрослабого взаимодействия; в отличие от электрослабой теории, в которой калибровочные поля связываются в хиральные токи, созданные фермионными полями, глюоны связываются в векторные токи. Эксперименты не показывают никакого нарушения CP-симметрии в области КХД. Например, общее нарушение CP-симметрии в области КХД создало бы электрический дипольный момент у нейтрона, который был бы порядка {\displaystyle 10^{-18}\ {\rm {e\cdot {}m}}} (заряд электрона, умноженный на метр), в то время как экспериментальная верхняя граница приблизительно в триллион раз меньше.
Несмотря на отсутствие экспериментального подтверждения нарушений симметрии, в лагранжиане КХД есть естественные члены, которые могут нарушать CP-симметрию.
{\displaystyle {\mathcal {L}}=-{\frac {1}{4}}{\mathrm {tr} \,}F_{\mu \nu }F^{\mu \nu }-{\frac {n_{f}g^{2}\theta }{32\pi ^{2}}}{\mathrm {tr} \,}F_{\mu \nu }{\tilde {F}}^{\mu \nu }+{\bar {\psi }}(i\gamma ^{\mu }D_{\mu }-me^{i\theta '\gamma _{5}})\psi }
При ненулевом выборе КХД {\displaystyle \theta }-угла и хиральной фазы кварковой массы {\displaystyle \theta '} можно ожидать, что CP-симметрия будет нарушена. Обычно считается, что хиральная фаза кварковой массы может стать вкладом в общий эффективный {\displaystyle {\tilde {\theta }}}-угол, но остаётся необъяснённым, почему этот угол составляет столь малую величину вместо произвольного значения между 0 и 2π; такое значение {\displaystyle \theta }-угла, очень близкого к нулю (в этом случае), приводится как пример тонкой настройки сторонниками этой теории.
Самое известное решение сильной CP-проблемы — это Теория Печчеи — Квинн. В этой теории θ-параметр становится динамическим полем, а не внешней константой. Поскольку в квантовой теории поля каждое поле создаёт частицу, этому динамическому полю должна соответствовать гипотетическая частица, названная аксионом. Теория предложена в 1977, её авторы — Роберто Печчеи и Хелен Квинн.

## Нарушение CP-симметрии и дисбаланс между материей и антиматерией
Один из нерешенных теоретических вопросов в физике — почему Вселенная состоит в основном из материи, а не из равных долей материи и антиматерии. Можно показать, что для создания дисбаланса между материей и антиматерией из начального баланса должны быть удовлетворены условия Сахарова, одним из которых является нарушение CP-симметрии в экстремальных условиях первых секунд после Большого взрыва. Объяснения, не использующие нарушение CP-симметрии, менее удачны, поскольку они покоятся на предположении, что дисбаланс материя—антиматерия существовал изначально или на других экзотических предположениях (см. Проблема начальных значений состояния Вселенной).
После Большого взрыва, согласно распространённому мнению, должны были появиться одинаковые количества материи и антиматерии, если CP-симметрия сохранялась; в таком случае, произошла бы тотальная аннигиляция обоих. То есть, нуклоны аннигилировали бы с антинуклонами, электроны с позитронами, и так далее для всех элементарных частиц. Это бы привело к морю фотонов во вселенной без прочей материи. Поскольку очевидно, что наша Вселенная не море фотонов без прочей материи, после Большого взрыва физические законы действовали по-разному для материи и антиматерии, то есть нарушалась CP-симметрия.
Стандартная модель предполагает только два пути нарушения CP-симметрии. Один из них, о котором шла речь выше, содержится в лагранжиане КХД и экспериментально не доказан; можно ожидать, что он приведёт либо к отсутствию нарушения симметрии, либо к намного более сильному нарушению этой симметрии. Второй из них, использующий слабое взаимодействие, был экспериментально проверен, но может служить объяснением только для малой части нарушений CP-симметрии. Соответственно, необходимо, чтобы начальные условия нашей Вселенной уже содержали избыток материи над антиматерией.
Поскольку Стандартная модель недостаточно аккуратно объясняет эти расхождения, становится ясно, что текущая Стандартная модель имеет серьёзные дыры (помимо очевидной проблемы с включением в неё гравитации). Более того, эксперименты по заполнению этих связанных с CP-симметрией дыр не требуют практически невозможных энергий, как того требуют исследования по квантовой гравитации (см. Планковская масса).

## В массовой культуре
В Half-Life 2 присутствует саундтрек CP Violation, СР в данном случае означает Гражданскую Оборону (метрокопов) — отделение Альянса на Земле, состоящее из людей, готовых быть надсмотрщиками над населением последних оставшихся городов на Земле.